# Mistrovství světa ve fotbale 1934 (soupisky)
Soupisky na Mistrovství světa ve fotbale 1934, které se hrálo v Itálii:
| Zlato             | Stříbro                   | Bronz              |
| ----------------- | ------------------------- | ------------------ |
| Itálie • Soupiska | Československo • Soupiska | Německo • Soupiska |

## Itálie
Hlavní trenér: Vittorio Pozzo

| Jméno               | Datum narození     | Datum úmrtí                         | Klub             |
| Brankáři            | Brankáři           | Brankáři                            | Brankáři         |
| ------------------- | ------------------ | ----------------------------------- | ---------------- |
| Giuseppe Cavanna    | 18. září 1905      | 3. listopadu 1976 (ve věku 71 let)  | SSC Neapol       |
| Gianpiero Combi –   | 20. listopadu 1902 | 13. srpna 1956 (ve věku 53 let)     | Juventus FC      |
| Guido Masetti       | 22. listopadu 1907 | 26. listopadu 1993 (ve věku 86 let) | AS Řím           |
| Obránci             |                    |                                     |                  |
| Luigi Allemandi     | 18. listopadu 1903 | 25. září 1978 (ve věku 74 let)      | Ambrosiana Inter |
| Umberto Caligaris   | 26. července 1901  | 19. října 1940 (ve věku 39 let)     | Juventus FC      |
| Eraldo Monzeglio    | 5. června 1906     | 3. listopadu 1981 (ve věku 75 let)  | Bologna FC 1909  |
| Virginio Rosetta    | 25. února 1902     | 31. března 1975 (ve věku 72 let)    | Juventus FC      |
| Záložníci           |                    |                                     |                  |
| Luigi Bertolini     | 13. září 1904      | 11. února 1977 (ve věku 72 let)     | Juventus FC      |
| Armando Castellazzi | 7. října 1904      | 31. března 1968 (ve věku 63 let)    | Ambrosiana Inter |
| Attilio Ferraris    | 26. března 1904    | 8. května 1947 (ve věku 43 let)     | AS Řím           |
| Giuseppe Meazza     | 23. srpna 1910     | 21. srpna 1979 (ve věku 68 let)     | Ambrosiana Inter |
| Luis Monti          | 15. května 1901    | 9. září 1983 (ve věku 82 let)       | Juventus FC      |
| Mario Pizziolo      | 7. prosince 1909   | 30. dubna 1990 (ve věku 80 let)     | ACF Fiorentina   |
| Mario Varglien      | 26. prosince 1905  | 11. srpna 1978 (ve věku 72 let)     | Juventus FC      |
| Útočníci            |                    |                                     |                  |
| Pietro Arcari       | 2. prosince 1909   | 8. února 1988 (ve věku 78 let)      | AC Milán         |
| Felice Borel        | 5. dubna 1914      | 21. ledna 1993 (ve věku 78 let)     | Juventus FC      |
| Attilio Demaría     | 19. března 1909    | 11. listopadu 1990 (ve věku 81 let) | Ambrosiana Inter |
| Giovanni Ferrari    | 6. prosince 1907   | 2. prosince 1982 (ve věku 74 let)   | Juventus FC      |
| Enrique Guaita      | 11. července 1910  | 18. května 1959 (ve věku 48 let)    | AS Řím           |
| Anfilogino Guarisi  | 26. prosince 1905  | 8. června 1974 (ve věku 68 let)     | SS Lazio         |
| Raimundo Orsi       | 2. prosince 1901   | 6. dubna 1986 (ve věku 84 let)      | Juventus FC      |
| Angelo Schiavio     | 15. října 1905     | 17. dubna 1990 (ve věku 84 let)     | Bologna FC 1909  |

## Československo
Hlavní trenér: Karel Petrů

| Jméno              | Datum narození     | Datum úmrtí                         | Klub            |
| Brankáři           | Brankáři           | Brankáři                            | Brankáři        |
| ------------------ | ------------------ | ----------------------------------- | --------------- |
| František Plánička | 2. června 1904     | 20. července 1996 (ve věku 92 let)  | SK Slavia Praha |
| Čestmír Patzel     | 2. prosince 1914   | 8. března 2004 (ve věku 89 let)     | Teplitzer FK    |
| Obránci            |                    |                                     |                 |
| Jaroslav Burgr     | 7. března 1906     | 15. září 1986 (ve věku 80 let)      | AC Sparta Praha |
| Josef Čtyřoký      | 30. září 1906      | 11. ledna 1985 (ve věku 78 let)     | AC Sparta Praha |
| Ferdinand Daučík   | 31. května 1910    | 14. listopadu 1986 (ve věku 76 let) | SK Slavia Praha |
| Ladislav Ženíšek   | 7. března 1904     | 14. května 1985 (ve věku 81 let)    | SK Slavia Praha |
| Záložníci          |                    |                                     |                 |
| Jaroslav Bouček    | 13. listopadu 1912 | 10. října 1987 (ve věku 74 let)     | AC Sparta Praha |
| Štefan Čambal      | 17. prosince 1908  | 18. července 1990 (ve věku 81 let)  | SK Slavia Praha |
| Vlastimil Kopecký  | 14. října 1912     | 31. července 1967 (ve věku 54 let)  | SK Slavia Praha |
| Josef Košťálek     | 31. srpna 1909     | 21. listopadu 1971 (ve věku 62 let) | AC Sparta Praha |
| Rudolf Krčil       | 5. března 1906     | 1. dubna 1981 (ve věku 75 let)      | SK Slavia Praha |
| Adolf Šimperský    | 5. srpna 1909      | 15. února 1964 (ve věku 54 let)     | SK Slavia Praha |
| František Šterc    | 27. ledna 1912     | 31. října 1978 (ve věku 66 let)     | SK Židenice     |
| Antonín Vodička    | 1. března 1907     | 9. srpna 1975 (ve věku 68 let)      | SK Slavia Praha |
| Útočníci           |                    |                                     |                 |
| František Junek    | 17. ledna 1907     | 19. března 1970 (ve věku 63 let)    | SK Slavia Praha |
| Géza Kalocsay      | 30. května 1913    | 26. září 2008 (ve věku 95 let)      | AC Sparta Praha |
| Oldřich Nejedlý    | 25. prosince 1909  | 11. června 1990 (ve věku 80 let)    | AC Sparta Praha |
| Antonín Puč        | 16. května 1907    | 18. dubna 1988 (ve věku 80 let)     | SK Slavia Praha |
| Josef Silný        | 23. ledna 1902     | 15. května 1981 (ve věku 79 let)    | SC Nimes        |
| Jiří Sobotka       | 6. června 1911     | 20. května 1994 (ve věku 82 let)    | SK Slavia Praha |
| Erich Srbek        | 4. června 1908     | 24. února 1973 (ve věku 64 let)     | AC Sparta Praha |
| František Svoboda  | 5. července 1905   | 6. července 1948 (ve věku 43 let)   | SK Slavia Praha |

## Německo
Hlavní trenér: Otto Nerz

| Jméno                | Datum narození     | Datum úmrtí                         | Klub                   |
| Brankáři             | Brankáři           | Brankáři                            | Brankáři               |
| -------------------- | ------------------ | ----------------------------------- | ---------------------- |
| Fritz Buchloh        | 26. listopadu 1909 | 22. července 1998 (ve věku 88 let)  | VfB Speldorf           |
| Hans Jakob           | 16. června 1908    | 24. března 1994 (ve věku 85 let)    | SSV Jahn Regensburg    |
| Willibald Kress      | 13. listopadu 1906 | 27. ledna 1989 (ve věku 82 let)     | Rot-Weiss Frankfurt    |
| Obránci              |                    |                                     |                        |
| Willy Busch          | 4. ledna 1907      | 4. března 1982 (ve věku 75 let)     | TuS Duisburg           |
| Sigmund Haringer     | 9. prosince 1908   | 23. února 1975 (ve věku 66 let)     | FC Bayern Mnichov      |
| Paul Janes           | 10. března 1912    | 12. června 1987 (ve věku 75 let)    | Fortuna Düsseldorf     |
| Reinhold Münzenberg  | 25. ledna 1909     | 25. června 1986 (ve věku 77 let)    | Alemannia Aachen       |
| Hans Schwartz        | 1. března 1913     | 31. května 1991 (ve věku 78 let)    | SpVgg Viktoria Hamburg |
| Záložníci            |                    |                                     |                        |
| Ernst Albrecht       | 12. listopadu 1907 | 26. března 1976 (ve věku 68 let)    | Fortuna Düsseldorf     |
| Rudolf Gramlich      | 6. června 1908     | 14. března 1988 (ve věku 79 let)    | Eintracht Frankfurt    |
| Karl Hohmann         | 18. června 1908    | 31. března 1974 (ve věku 65 let)    | VfL Benrath            |
| Ernst Lehner         | 7. listopadu 1912  | 10. ledna 1986 (ve věku 73 let)     | TSV Schwaben Augsburg  |
| Fritz Szepan         | 2. září 1907       | 14. prosince 1974 (ve věku 67 let)  | FC Schalke 04          |
| Paul Zielinski       | 20. listopadu 1911 | 20. února 1966 (ve věku 54 let)     | SV Union Hamborn       |
| Útočníci             |                    |                                     |                        |
| Jakob Bender         | 23. března 1910    | 8. února 1981 (ve věku 70 let)      | Fortuna Düsseldorf     |
| Edmund Conen         | 10. listopadu 1914 | 5. března 1990 (ve věku 75 let)     | FV Saarbrücken         |
| Franz Dienert        | 4. ledna 1900      | 11. prosince 1978 (ve věku 78 let)  | VfB Mühlburg           |
| Matthias Heidemann   | 7. února 1912      | 30. listopadu 1970 (ve věku 58 let) | SC Bonn                |
| Stanislaus Kobierski | 15. listopadu 1910 | 18. listopadu 1972 (ve věku 62 let) | Fortuna Düsseldorf     |
| Rudolf Noack         | 20. března 1913    | 30. června 1947 (ve věku 34 let)    | SV Hamburg             |
| Otto Siffling        | 3. srpna 1912      | 20. října 1939 (ve věku 27 let)     | SV Waldhof Mannheim    |
| Josef Streb          | 16. dubna 1912     | 5. července 2004 (ve věku 92 let)   | Wacker Mnichov         |

## Rakousko
Hlavní trenér: Hugo Meisl

| Jméno             | Datum narození     | Datum úmrtí                         | Klub             |
| Brankáři          | Brankáři           | Brankáři                            | Brankáři         |
| ----------------- | ------------------ | ----------------------------------- | ---------------- |
| Friederich Franzl | 6. března 1905     | 18. srpna 1989 (ve věku 84 let)     | Wiener SC        |
| Peter Platzer     | 29. května 1910    | 13. prosince 1959 (ve věku 49 let)  | Admira Vídeň     |
| Rudolf Raftl      | 7. února 1911      | 5. září 1994 (ve věku 83 let)       | SK Rapid Vídeň   |
| Obránci           |                    |                                     |                  |
| Franz Cisar       | 28. listopadu 1908 | 15. srpna 1943 (ve věku 34 let)     | Wiener SC        |
| Anton Janda       | 1. května 1904     | 26. září 1985 (ve věku 81 let)      | Admira Vídeň     |
| Willibald Schmaus | 16. června 1911    | 27. dubna 1979 (ve věku 67 let)     | First Vienna     |
| Karl Sesta        | 18. března 1906    | 12. července 1974 (ve věku 68 let)  | Wiener AC        |
| Záložníci         |                    |                                     |                  |
| Leopold Hofmann   | 31. října 1905     | 9. ledna 1976 (ve věku 70 let)      | First Vienna     |
| Josef Smistik     | 28. listopadu 1905 | 28. listopadu 1985 (ve věku 80 let) | SK Rapid Vídeň   |
| Johann Urbanek    | 10. října 1910     | 7. července 2000 (ve věku 89 let)   | Admira Vídeň     |
| Franz Wagner      | 23. září 1911      | 8. prosince 1974 (ve věku 63 let)   | SK Rapid Vídeň   |
| Útočníci          |                    |                                     |                  |
| Josef Bican       | 25. září 1913      | 12. prosince 2001 (ve věku 88 let)  | SK Rapid Vídeň   |
| Georg Braun       | 22. února 1907     | 22. září 1963 (ve věku 56 let)      | Wiener SC        |
| Josef Hassmann    | 21. května 1910    | 1. září 1969 (ve věku 59 let)       | First Vienna     |
| Johann Horvath    | 20. května 1903    | 30. června 1968 (ve věku 65 let)    | First Vienna     |
| Matthias Kaburek  | 9. února 1911      | 17. února 1976 (ve věku 65 let)     | SK Rapid Vídeň   |
| Anton Schall      | 22. června 1907    | 10. srpna 1947 (ve věku 40 let)     | Admira Vídeň     |
| Matthias Sindelar | 10. února 1903     | 23. ledna 1939 (ve věku 35 let)     | FK Austria Vídeň |
| Josef Stroh       | 5. března 1913     | 7. ledna 1991 (ve věku 77 let)      | FK Austria Vídeň |
| Rudolf Viertl     | 12. listopadu 1902 | 9. prosince 1981 (ve věku 79 let)   | FK Austria Vídeň |
| Hans Walzhofer    | 23. března 1906    | 1. března 1970 (ve věku 63 let)     | Wacker Vídeň     |
| Karl Zischek      | 28. srpna 1910     | 6. října 1985 (ve věku 75 let)      | Wacker Wien      |

## Španělsko
Hlavní trenér: Amadeo García

| Jméno               | Datum narození    | Datum úmrtí                         | Klub                   |
| Brankáři            | Brankáři          | Brankáři                            | Brankáři               |
| ------------------- | ----------------- | ----------------------------------- | ---------------------- |
| Ricardo Zamora      | 21. ledna 1901    | 8. září 1978 (ve věku 77 let)       | Real Madrid            |
| Juan José Nogués    | 28. března 1909   | 2. července 1988 (ve věku 79 let)   | FC Barcelona           |
| Obránci             |                   |                                     |                        |
| Ciriaco             | 8. srpna 1904     | 8. listopadu 1984 (ve věku 80 let)  | Real Madrid            |
| Jacinto Quincoces   | 17. července 1905 | 10. května 1997 (ve věku 91 let)    | Real Madrid            |
| Luis Regueiro       | 1. července 1908  | 6. prosince 1995 (ve věku 87 let)   | Real Madrid            |
| Ramón Zabalo        | 10. června 1910   | 2. ledna 1967 (ve věku 56 let)      | FC Barcelona           |
| Záložníci           |                   |                                     |                        |
| Crisant Bosch       | 26. prosince 1907 | 13. dubna 1981 (ve věku 73 let)     | Espanyol               |
| Leonardo Cilaurren  | 5. listopadu 1912 | 9. prosince 1969 (ve věku 57 let)   | Athletic Bilbao        |
| Simón Lecue         | 11. února 1912    | 27. února 1984 (ve věku 72 let)     | Betis Sevilla          |
| Martín Marculeta    | 24. září 1907     | 19. listopadu 1984 (ve věku 77 let) | Real Sociedad          |
| José Muguerza       | 15. září 1911     | 23. října 1980 (ve věku 69 let)     | Athletic Bilbao        |
| Útočníci            |                   |                                     |                        |
| Campanal            | 9. února 1912     | 22. ledna 1984 (ve věku 71 let)     | Sevilla FC             |
| Chacho              | 14. dubna 1911    | 21. října 1979 (ve věku 68 let)     | Deportivo de La Coruña |
| Fede                | 14. října 1912    | 24. dubna 1989 (ve věku 76 let)     | Sevilla FC             |
| Guillermo Gorostiza | 15. února 1909    | 23. srpna 1966 (ve věku 57 let)     | Athletic Bilbao        |
| Hilario             | 8. prosince 1905  | 14. února 1989 (ve věku 83 let)     | Real Madrid            |
| José Iraragorri     | 16. března 1912   | 27. dubna 1983 (ve věku 71 let)     | Athletic Bilbao        |
| Lafuente            | 31. prosince 1907 | 15. září 1973 (ve věku 65 let)      | Athletic Bilbao        |
| Isidro Lángara      | 25. května 1912   | 21. srpna 1992 (ve věku 80 let)     | Real Oviedo            |
| Luis Marin          | 4. září 1906      | 21. prosince 1974 (ve věku 68 let)  | Atlético Madrid        |
| Pedro Solé          | 7. května 1905    | 25. února 1982 (ve věku 76 let)     | Espanyol               |
| Martí Ventolrà      | 16. prosince 1906 | 5. června 1977 (ve věku 70 let)     | FC Barcelona           |

## Maďarsko
Hlavní trenér: Ödön Nádas

| Jméno            | Datum narození     | Datum úmrtí                         | Klub                 |
| Brankáři         | Brankáři           | Brankáři                            | Brankáři             |
| ---------------- | ------------------ | ----------------------------------- | -------------------- |
| József Háda      | 2. března 1911     | 11. ledna 1994 (ve věku 82 let)     | Ferencváros FC       |
| Antal Szabó      | 4. září 1910       | 18. dubna 1972 (ve věku 61 let)     | Hungária FC          |
| Obránci          |                    |                                     |                      |
| Sándor Bíró      | 19. srpna 1911     | 7. října 1988 (ve věku 77 let)      | Hungária FC          |
| Gyula Futó       | 29. prosince 1908  | 2. října 1977 (ve věku 68 let)      | Újpest FC            |
| László Sternberg | 28. května 1905    | 4. července 1982 (ve věku 77 let)   | Újpest FC            |
| József Vágó      | 30. června 1906    | 26. srpna 1945 (ve věku 39 let)     | Debreceni Bocskai FC |
| Záložníci        |                    |                                     |                      |
| János Dudás      | 13. února 1913     | 28. července 1979 (ve věku 66 let)  | Hungária FC          |
| Gyula Lázár      | 24. ledna 1911     | 27. února 1983 (ve věku 72 let)     | Ferencváros FC       |
| István Palotás   | 5. března 1908     | 1. října 1987 (ve věku 79 let)      | Debreceni Bocskai FC |
| Gyula Polgár     | 8. února 1912      | 26. června 1992 (ve věku 80 let)    | Ferencváros FC       |
| Rezső Somlai     | 14. října 1911     | 19. října 1983 (ve věku 72 let)     | Kispest FC           |
| Antal Szalay     | 12. března 1912    | 21. dubna 1964 (ve věku 52 let)     | Újpest FC            |
| György Szűcs     | 23. dubna 1912     | 10. prosince 1991 (ve věku 79 let)  | Újpest FC            |
| Útočníci         |                    |                                     |                      |
| István Avar      | 30. května 1905    | 13. listopadu 1977 (ve věku 72 let) | Újpest FC            |
| Tibor Kemény     | 5. března 1913     | 25. září 1992 (ve věku 79 let)      | Ferencváros FC       |
| Imre Markos      | 9. června 1908     | 27. září 1960 (ve věku 52 let)      | Debreceni Bocskai FC |
| György Sárosi    | 15. září 1912      | 20. června 1993 (ve věku 80 let)    | Ferencváros FC       |
| Gábor P. Szabó   | 14. října 1902     | 26. února 1950 (ve věku 47 let)     | Újpest FC            |
| István Tamássy   | 30. června 1906    | 30. května 1994 (ve věku 87 let)    | Újpest FC            |
| Pál Teleki       | 5. března 1906     | 30. října 1984 (ve věku 78 let)     | Debreceni Bocskai FC |
| Géza Toldi       | 11. února 1909     | 26. srpna 1985 (ve věku 76 let)     | Ferencváros FC       |
| Jenő Vincze      | 20. listopadu 1908 | 21. listopadu 1988 (ve věku 80 let) | Debreceni Bocskai FC |

## Švýcarsko
Hlavní trenér: Heini Müller

| Jméno              | Datum narození     | Datum úmrtí                         | Klub                    |
| Brankáři           | Brankáři           | Brankáři                            | Brankáři                |
| ------------------ | ------------------ | ----------------------------------- | ----------------------- |
| Renato Bizzozero   | 7. září 1912       | 10. listopadu 1994 (ve věku 82 let) | FC Lugano               |
| Willy Huber        | 17. prosince 1913  | 1. srpna 1998 (ve věku 84 let)      | Grasshopper Club Zürich |
| Frank Séchehaye    | 3. listopadu 1907  | 13. února 1982 (ve věku 74 let)     | Servette FC             |
| Obránci            |                    |                                     |                         |
| Louis Gobet        | 28. října 1908     | 25. dubna 1974 (ve věku 65 let)     | FC Bern                 |
| Severino Minelli   | 6. září 1909       | 23. září 1994 (ve věku 85 let)      | Grasshopper Club Zürich |
| Arnaldo Ortelli    | 5. srpna 1913      | 27. února 1986 (ve věku 72 let)     | FC Lugano               |
| Max Weiler         | 25. září 1900      | 1. září 1969 (ve věku 68 let)       | Grasshopper Club Zürich |
| Walter Weiler      | 4. listopadu 1903  | 4. května 1975 (ve věku 71 let)     | Grasshopper Club Zürich |
| Záložníci          |                    |                                     |                         |
| Ernst Frick        | 23. ledna 1906     | 1. února 2003 (ve věku 97 let)      | FC Luzern               |
| Albert Guinchard   | 10. listopadu 1914 | 19. května 1971 (ve věku 56 let)    | Servette FC             |
| Ernst Hufschmid    | 4. února 1913      | 30. listopadu 2001 (ve věku 88 let) | FC Basel 1893           |
| Fernand Jaccard    | 8. října 1907      | 15. dubna 2008 (ve věku 100 let)    | FC La Tour-de-Peilz     |
| Edmond Loichot     | 16. října 1907     | 19. prosince 1989 (ve věku 82 let)  | Servette FC             |
| Útočníci           |                    |                                     |                         |
| André Abegglen     | 7. března 1909     | 8. listopadu 1944 (ve věku 35 let)  | Grasshopper Club Zürich |
| Joseph Bossi       | 29. srpna 1911     | 12. října 2001 (ve věku 90 let)     | FC Bern                 |
| Albert Büche       | 13. června 1911    | 18. července 1987 (ve věku 76 let)  | FC Basel 1893           |
| Otto Bühler        | 17. srpna 1900     | 2. ledna 1971 (ve věku 70 let)      | Grasshopper Club Zürich |
| Erwin Hochsträsser | 9. července 1908   | 5. října 1991 (ve věku 83 let)      | FC Lausanne-Sport       |
| Alfred Jaeck       | 2. srpna 1911      | 28. srpna 1953 (ve věku 42 let)     | FC Basel 1893           |
| Willy Jäggi        | 28. července 1906  | 1. února 1968 (ve věku 61 let)      | FC Lausanne-Sport       |
| Leopold Kielholz   | 9. června 1911     | 4. června 1980 (ve věku 68 let)     | Servette FC             |
| Raymond Passello   | 12. ledna 1905     | 16. března 1987 (ve věku 82 let)    | Servette FC             |
| Willy von Känel    | 30. října 1909     | 28. dubna 1991 (ve věku 81 let)     | FC Biel-Bienne          |

## Švédsko
Hlavní trenér:  József Nagy

| Jméno                | Datum narození    | Datum úmrtí                        | Klub              |
| Brankáři             | Brankáři          | Brankáři                           | Brankáři          |
| -------------------- | ----------------- | ---------------------------------- | ----------------- |
| Anders Rydberg       | 3. března 1903    | 26. října 1989 (ve věku 86 let)    | IFK Göteborg      |
| Eivar Widlund        | 15. června 1905   | 31. března 1968 (ve věku 62 let)   | AIK Stockholm     |
| Sture Hult *         | 19. října 1910    | 9. listopadu 1995 (ve věku 85 let) | IFK Eskilstuna    |
| Obránci              |                   |                                    |                   |
| Otto Andersson       | 7. května 1910    | 8. listopadu 1977 (ve věku 67 let) | Örgryte IS        |
| Sven Andersson       | 14. února 1907    | 30. května 1981 (ve věku 74 let)   | AIK Stockholm     |
| Nils Axelsson        | 18. ledna 1906    | 16. ledna 1989 (ve věku 82 let)    | Helsingborgs IF   |
| Záložníci            |                   |                                    |                   |
| Ernst Andersson      | 26. března 1909   | 9. října 1989 (ve věku 80 let)     | IFK Göteborg      |
| Rune Carlsson        | 1. října 1909     | 14. září 1943 (ve věku 33 let)     | IFK Eskilstuna    |
| Helge Liljebjörn     | 16. srpna 1904    | 2. května 1952 (ve věku 47 let)    | GAIS              |
| Nils Rosén –         | 22. května 1902   | 26. června 1951 (ve věku 49 let)   | Helsingborgs IF   |
| Victor Carlund       | 5. února 1906     | 22. února 1985 (ve věku 79 let)    | Örgryte IS        |
| Útočníci             |                   |                                    |                   |
| Gösta Dunker         | 16. září 1905     | 5. června 1973 (ve věku 67 let)    | Sandvikens IF     |
| Ragnar Gustavsson    | 28. září 1907     | 19. května 1980 (ve věku 72 let)   | GAIS              |
| Sven Jonasson        | 9. července 1909  | 17. září 1984 (ve věku 75 let)     | IF Elfsborg Borås |
| Tore Keller          | 4. ledna 1905     | 15. července 1988 (ve věku 83 let) | IK Sleipner       |
| Knut Kroon           | 19. června 1906   | 27. února 1975 (ve věku 68 let)    | Helsingborgs IF   |
| Gunnar Olsson        | 19. července 1908 | 27. září 1974 (ve věku 66 let)     | GAIS              |
| Arvid Thorn          | 13. února 1911    | 2. prosince 1986 (ve věku 75 let)  | IFK Grangesberg   |
| Harry Lundahl *      | 16. října 1905    | 2. března 1988 (ve věku 82 let)    | IFK Eskilstuna    |
| Gunnar Jansson *     | 17. srpna 1907    | 13. května 1998 (ve věku 90 let)   | Gefle IF          |
| Lennart Bunke *      | 3. dubna 1912     | 17. srpna 1988 (ve věku 76 let)    | Helsingborgs IF   |
| Carl-Erik Holmberg * | 17. července 1906 | 5. června 1991 (ve věku 84 let)    | Örgryte IS        |

- Necestovali * do dějiště MS

## Francie
Hlavní trenér:  George Kimpton

| Jméno               | Datum narození     | Datum úmrtí                         | Klub                 |
| Brankáři            | Brankáři           | Brankáři                            | Brankáři             |
| ------------------- | ------------------ | ----------------------------------- | -------------------- |
| Robert Défossé      | 19. června 1909    | 30. srpna 1973 (ve věku 64 let)     | Lille OSC            |
| René Llense         | 14. července 1913  | 12. března 2014 (ve věku 100 let)   | FC Sète 34           |
| Alex Thépot         | 30. července 1906  | 21. února 1989 (ve věku 82 let)     | Red Star FC          |
| Obránci             |                    |                                     |                      |
| Joseph Gonzales     | 19. února 1907     | 26. června 1984 (ve věku 77 let)    | Fives                |
| Jacques Mairesse    | 27. února 1905     | 30. června 1940 (ve věku 35 let)    | Red Star FC          |
| Étienne Mattler     | 25. prosince 1905  | 23. března 1986 (ve věku 80 let)    | FC Sochaux           |
| Jules Vandooren     | 30. prosince 1908  | 7. ledna 1985 (ve věku 76 let)      | OC Lillois           |
| Záložníci           |                    |                                     |                      |
| Georges Beaucourt   | 15. dubna 1912     | 1. března 2002 (ve věku 89 let)     | Lille OSC            |
| Edmond Delfour      | 1. listopadu 1907  | 19. prosince 1990 (ve věku 83 let)  | Racing Paříž         |
| Célestin Delmer     | 15. února 1907     | 2. března 1996 (ve věku 89 let)     | Amiens SC            |
| Louis Gabrillargues | 16. června 1914    | 30. listopadu 1994 (ve věku 80 let) | FC Sète 34           |
| Noël Liétaer        | 17. listopadu 1908 | 21. února 1941 (ve věku 32 let)     | Excelsior Roubaix    |
| Roger Rio           | 13. února 1913     | 23. dubna 1999 (ve věku 86 let)     | FC Rouen             |
| Georges Verriest    | 15. července 1909  | 11. července 1985 (ve věku 75 let)  | Racing Roubaix       |
| Útočníci            |                    |                                     |                      |
| Joseph Alcazar      | 15. června 1911    | 4. dubna 1979 (ve věku 67 let)      | Olympique Marseille  |
| Alfred Aston        | 16. května 1912    | 10. února 2003 (ve věku 90 let)     | Red Star FC          |
| Roger Courtois      | 30. května 1912    | 5. května 1972 (ve věku 59 let)     | FC Sochaux           |
| Fritz Keller        | 21. srpna 1913     | 8. června 1985 (ve věku 71 let)     | RC Strasbourg Alsace |
| Pierre Korb         | 20. dubna 1908     | 22. února 1980 (ve věku 71 let)     | FC Mulhouse          |
| Lucien Laurent      | 10. prosince 1907  | 11. dubna 2005 (ve věku 97 let)     | CA Paris             |
| Jean Nicolas        | 9. června 1913     | 8. září 1978 (ve věku 65 let)       | FC Rouen             |
| Émile Veinante      | 12. června 1907    | 18. listopadu 1983 (ve věku 76 let) | Racing Paříž         |

## Nizozemsko
Hlavní trenér:  Bob Glendenning

| Jméno                | Datum narození     | Datum úmrtí                         | Klub                     |
| Brankáři             | Brankáři           | Brankáři                            | Brankáři                 |
| -------------------- | ------------------ | ----------------------------------- | ------------------------ |
| Leo Halle            | 26. ledna 1906     | 15. června 1992 (ve věku 86 let)    | Go Ahead Eagles Deventer |
| Gejus van der Meulen | 23. ledna 1903     | 10. července 1972 (ve věku 69 let)  | HFC Haarlem              |
| Adri van Male        | 7. října 1910      | 11. října 1990 (ve věku 80 let)     | SC Feyenoord Rotterdam   |
| Obránci              |                    |                                     |                          |
| Jan van Diepenbeek   | 5. srpna 1903      | 8. srpna 1981 (ve věku 78 let)      | Ajax Amsterdam           |
| Sjef van Run         | 12. ledna 1904     | 17. prosince 1973 (ve věku 69 let)  | PSV Eindhoven            |
| Mauk Weber           | 1. března 1914     | 14. dubna 1978 (ve věku 64 let)     | ADO Den Haag             |
| Záložníci            |                    |                                     |                          |
| Wim Anderiesen       | 27. listopadu 1903 | 18. července 1944 (ve věku 40 let)  | Ajax Amsterdam           |
| Toon Oprinsen        | 25. listopadu 1910 | 14. ledna 1945 (ve věku 34 let)     | NAC Breda                |
| Bas Paauwe           | 4. října 1911      | 27. února 1989 (ve věku 77 let)     | SC Feyenoord Rotterdam   |
| Henk Pellikaan       | 10. listopadu 1910 | 24. července 1999 (ve věku 88 let)  | Longa Tilburg            |
| Puck van Heel        | 21. ledna 1904     | 19. prosince 1984 (ve věku 80 let)  | SC Feyenoord Rotterdam   |
| Útočníci             |                    |                                     |                          |
| Beb Bakhuys          | 16. dubna 1909     | 7. července 1982 (ve věku 73 let)   | ZAC                      |
| Jan Graafland        | 21. srpna 1909     | 15. září 2000 (ve věku 91 let)      | HBS Craeyenhout          |
| Wim Lagendaal        | 13. dubna 1909     | 6. března 1987 (ve věku 77 let)     | Xerxes Rotterdam         |
| Kees Mijnders        | 28. září 1912      | 14. dubna 2002 (ve věku 89 let)     | DFC Dordrecht            |
| Jaap Mol             | 3. února 1912      | 9. října 1972 (ve věku 60 let)      | KFC Koog                 |
| Arend Schoemaker     | 8. listopadu 1911  | 11. května 1982 (ve věku 70 let)    | Quick Den Haag           |
| Kick Smit            | 3. listopadu 1911  | 1. července 1974 (ve věku 62 let)   | HFC Haarlem              |
| Joop van Nellen      | 15. března 1910    | 14. listopadu 1992 (ve věku 82 let) | DHC                      |
| Leen Vente           | 14. května 1911    | 9. listopadu 1989 (ve věku 78 let)  | Neptunus Rotterdam       |
| Manus Vrauwdeunt     | 29. dubna 1915     | 8. června 1982 (ve věku 67 let)     | SC Feyenoord Rotterdam   |
| Frank Wels           | 21. února 1909     | 16. února 1982 (ve věku 72 let)     | Unitas Gorinchem         |

## Argentina
Hlavní trenér: Felipe Pascucci

| Jméno                    | Datum narození  | Datum úmrtí                         | Klub                              |
| Brankáři                 | Brankáři        | Brankáři                            | Brankáři                          |
| ------------------------ | --------------- | ----------------------------------- | --------------------------------- |
| Héctor Freschi           | 22. května 1911 | 18. července 1993 (ve věku 82 let)  | Sarmiento de Resistencia          |
| Ángel Grippa             | 2. března 1914  | 12. listopadu 2007 (ve věku 93 let) | Club Sportivo Alsina              |
| Obránci                  |                 |                                     |                                   |
| Ramón Astudillo          | 3. srpna 1910   | 6. srpna 2000 (ve věku 90 let)      | Colón de Santa Fe                 |
| Ernesto Belis            | 1. února 1909   | 14. března 1993 (ve věku 84 let)    | Defensores de Belgrano            |
| Enrique Chimento         | 8. ledna 1908   | 6. dubna 1981 (ve věku 73 let)      | Barracas Central                  |
| Juan Pedevilla           | 6. června 1909  | 7. září 1999 (ve věku 90 let)       | Club Atletico Estudiantil Porteño |
| Záložníci                |                 |                                     |                                   |
| Ernesto Albarracín       | 25. září 1907   | 1. července 1986 (ve věku 78 let)   | Club Sportivo Buenos Aires        |
| Arcadio López            | 15. září 1910   | 26. prosince 1972 (ve věku 62 let)  | Club Sportivo Buenos Aires        |
| Alfonso Lorenzo          | 25. dubna 1902  | 4. června 1977 (ve věku 75 let)     | Barracas Central                  |
| José Nehin               | 13. května 1905 | 16. prosince 1957 (ve věku 52 let)  | Sportivo Desamparados             |
| Constantino Urbieta Sosa | 12. srpna 1907  | 12. prosince 1983 (ve věku 76 let)  | Godoy Cruz                        |
| Útočníci                 |                 |                                     |                                   |
| Alfredo Devincenzi       | 9. června 1907  | 11. ledna 2003 (ve věku 95 let)     | Club Atlético Estudiantil Porteño |
| Alberto Galateo          | 4. března 1912  | 26. února 1961 (ve věku 48 let)     | CA Unión                          |
| Roberto Irañeta          | 21. března 1915 | 30. září 1992 (ve věku 77 let)      | Gimnasia y esgrima de Mendoza     |
| Luis Izzeta              | 1. ledna 1903   | 15. října 1974 (ve věku 71 let)     | Defensores de Belgrano            |
| Francisco Pérez          | 7. ledna 1908   | 9. října 1982 (ve věku 74 let)      | Almagro                           |
| Francisco Rúa            | 4. února 1911   | 5. srpna 1993 (ve věku 82 let)      | Sportivo Dock Sud                 |
| Federico Wilde           | 17. dubna 1909  | 20. května 1976 (ve věku 67 let)    | CA Unión                          |

## Rumunsko
Hlavní trenér: Josef Uridil a Costel Rădulescu

| Jméno            | Datum narození    | Datum úmrtí                         | Klub               |
| Brankáři         | Brankáři          | Brankáři                            | Brankáři           |
| ---------------- | ----------------- | ----------------------------------- | ------------------ |
| Stanislau Konrad | 23. října 1913    | 2. února 2000 (ve věku 86 let)      | CA Temešvár        |
| Adalbert Püllöck | 6. ledna 1907     | 7. prosince 1977 (ve věku 70 let)   | Crişana Oradea     |
| Vilmos Zombori   | 11. ledna 1906    | 17. ledna 1993 (ve věku 87 let)     | Ripensia Temešvár  |
| Obránci          |                   |                                     |                    |
| Gheorghe Albu    | 12. září 1909     | 26. června 1974 (ve věku 64 let)    | AS Venus Bukurešť  |
| Rudolf Bürger    | 31. října 1908    | 20. ledna 1980 (ve věku 71 let)     | Ripensia Temešvár  |
| Alexandru Cuedan | 26. září 1910     | 9. května 1976 (ve věku 65 let)     | FC Rapid București |
| Lazăr Sfera      | 29. dubna 1909    | 24. dubna 1992 (ve věku 82 let)     | AS Venus Bukurešť  |
| Emerich Vogl     | 12. srpna 1905    | 29. října 1979 (ve věku 74 let)     | Juventus Bucureşti |
| Záložníci        |                   |                                     |                    |
| Vasile Deheleanu | 12. srpna 1910    | 30. dubna 2003 (ve věku 92 let)     | Ripensia Temešvár  |
| Gusztáv Juhász   | 19. prosince 1911 | 20. ledna 2003 (ve věku 91 let)     | Juventus Bucureşti |
| Rudolf Kotormány | 23. ledna 1911    | 2. srpna 1983 (ve věku 72 let)      | Ripensia Temešvár  |
| József Moravetz  | 14. ledna 1911    | 16. února 1990 (ve věku 79 let)     | RGM Temešvár       |
| Károly Weichelt  | 2. března 1906    | 4. července 1971 (ve věku 65 let)   | CAO Oradea         |
| Útočníci         |                   |                                     |                    |
| Iuliu Baratky    | 14. května 1910   | 14. dubna 1962 (ve věku 51 let)     | Crişana Oradea     |
| Silviu Bindea    | 24. října 1912    | 6. března 1992 (ve věku 79 let)     | Ripensia Temešvár  |
| Iuliu Bodola     | 26. února 1912    | 12. března 1992 (ve věku 80 let)    | CAO Oradea         |
| Gheorghe Ciolac  | 10. srpna 1908    | 13. dubna 1965 (ve věku 56 let)     | Ripensia Temešvár  |
| Ştefan Dobay     | 26. září 1909     | 7. dubna 1994 (ve věku 84 let)      | Ripensia Temešvár  |
| István Klimek    | 15. dubna 1913    | 12. listopadu 1988 (ve věku 75 let) | ILSA Temešvár      |
| Nicolae Kovács   | 29. prosince 1911 | 7. července 1977 (ve věku 65 let)   | CAO Oradea         |
| Sándor Schwartz  | 18. ledna 1909    | 20. září 1994 (ve věku 85 let)      | Ripensia Temešvár  |
| Gratian Sepi     | 30. prosince 1910 | 6. března 1977 (ve věku 66 let)     | Universitatea Kluž |

## Egypt
Hlavní trenér:  James McRea

| Jméno               | Datum narození  | Datum úmrtí                         | Klub                  |
| Brankáři            | Brankáři        | Brankáři                            | Brankáři              |
| ------------------- | --------------- | ----------------------------------- | --------------------- |
| Azíz Famí           | 6. ledna 1914   | 18. května 1991 (ve věku 77 let)    | Al-Ahly National SC   |
| Mustafa Mansúr      | 2. srpna 1914   | 14. července 2002 (ve věku 87 let)  | Al-Ahly National SC   |
| Obránci             |                 |                                     |                       |
| Alí Káf             | 15. června 1906 | 10. dubna 1979 (ve věku 72 let)     | Zamalek Mokhtalat     |
| Jakút Súrí          | 16. února 1907  | 2. července 1987 (ve věku 80 let)   | Al-Ittihad            |
| Hamidu              | 14. srpna 1904  | 9. března 1980 (ve věku 75 let)     | El-Olympi             |
| Záložníci           |                 |                                     |                       |
| Muhammad Bakátí     | 17. srpna 1906  | 22. září 1979 (ve věku 73 let)      | Zamalek Mokhtalat     |
| Hasán Fár           | 21. května 1912 | 30. listopadu 1972 (ve věku 60 let) | Zamalek Mokhtalat     |
| Hamlí Mustafa       | 11. června 1911 | 9. května 1992 (ve věku 80 let)     | Al-Masry AC Port Said |
| Ahmád Halím Ibrahim | 10. února 1910  | 11. června 1974 (ve věku 64 let)    | Zamalek Mokhtalat     |
| Háfiz Kasíb         | 13. srpna 1909  | 19. prosince 1985 (ve věku 76 let)  | El-Olympi             |
| Ismail Rafát        | 3. ledna 1912   | 8. července 2004 (ve věku 92 let)   | Zamalek Mokhtalat     |
| Hasán Ragáb         | 1. ledna 1904   | 17. listopadu 1973 (ve věku 69 let) | Union Rekreace Ithad  |
| Útočníci            |                 |                                     |                       |
| Mahmúd Nigero       | 15. března 1908 | 27. srpna 1982 (ve věku 74 let)     | Káhira Shourta Police |
| Mahmúd Muchtár      | 12. října 1905  | 10. října 1959 (ve věku 53 let)     | Al-Ahly National SC   |
| Abdalrahmán Favzí   | 11. srpna 1909  | 16. října 1988 (ve věku 79 let)     | Al-Masry AC Port Said |
| Muhammad Hasán      | 5. února 1905   | 16. února 1973 (ve věku 68 let)     | Al-Masry AC Port Said |
| Muhammad Latíf      | 23. října 1909  | 17. března 1990 (ve věku 80 let)    | Zamalek Mokhtalat     |
| Haní Kamál Mahmúd   | 25. srpna 1907  | 8. dubna 1971 (ve věku 63 let)      | Al-Ahly National SC   |
| Kamál Musaúd        | 2. srpna 1914   | 24. července 2002 (ve věku 87 let)  | Al-Ahly National SC   |
| Mustafa Tahá        | 23. března 1910 | 19. září 1992 (ve věku 82 let)      | Zamalek Mokhtalat     |

## Brazílie
Hlavní trenér: Luiz Vinhaes

| Jméno                 | Datum narození     | Datum úmrtí                         | Klub                   |
| Brankáři              | Brankáři           | Brankáři                            | Brankáři               |
| --------------------- | ------------------ | ----------------------------------- | ---------------------- |
| Germano               | 14. března 1911    | 9. června 1977 (ve věku 66 let)     | Botafogo FR            |
| Pedrosa               | 8. července 1913   | 6. ledna 1954 (ve věku 40 let)      | Botafogo FR            |
| Obránci               |                    |                                     |                        |
| Luiz Luz              | 29. listopadu 1909 | 27. srpna 1989 (ve věku 79 let)     | Americano-RS           |
| Octacílio             | 21. listopadu 1909 | 26. února 1967 (ve věku 57 let)     | Botafogo FR            |
| Sylvio Hoffman        | 15. května 1908    | 15. listopadu 1991 (ve věku 83 let) | São Paulo FC           |
| Záložníci             |                    |                                     |                        |
| Ariel                 | 22. února 1910     | 7. července 1986 (ve věku 76 let)   | Botafogo FR            |
| Canalli               | 12. března 1907    | 21. července 1990 (ve věku 83 let)  | Botafogo FR            |
| Martim                | 2. března 1911     | 16. srpna 1972 (ve věku 61 let)     | Botafogo FR            |
| Estanislau Pamplona   | 24. března 1904    | 29. října 1973 (ve věku 69 let)     | Botafogo FR            |
| Tinoco                | 2. prosince 1904   | 4. července 1975 (ve věku 70 let)   | CR Vasco da Gama       |
| Waldyr                | 21. března 1912    | 21. února 1979 (ve věku 66 let)     | Botafogo FR            |
| Útočníci              |                    |                                     |                        |
| Antonio Almeida       | 2. prosince 1910   | 22. dubna 1967 (ve věku 56 let)     | Esporte Clube Bahia    |
| Armandinho            | 6. března 1911     | 26. května 1972 (ve věku 61 let)    | São Paulo FC           |
| Áttila                | 16. prosince 1910  | 30. září 1988 (ve věku 77 let)      | Botafogo FR            |
| Carvalho Leite        | 25. června 1912    | 19. července 2004 (ve věku 92 let)  | Botafogo FR            |
| Gabriel Fernando Bile | 1. ledna 1900      | 2. listopadu 1975 (ve věku 75 let)  | Ypiranga Futebol Clube |
| Leônidas              | 6. září 1913       | 24. ledna 2004 (ve věku 90 let)     | CR Vasco da Gama       |
| Luisinho              | 29. března 1911    | 27. prosince 1983 (ve věku 72 let)  | São Paulo FC           |
| Patesko               | 12. listopadu 1910 | 13. března 1988 (ve věku 77 let)    | Nacional Montevideo    |
| Waldemar de Britto    | 17. května 1913    | 21. února 1979 (ve věku 65 let)     | São Paulo FC           |

## Belgie
Hlavní trenér: Hector Goetinck

| Jméno                | Datum narození    | Datum úmrtí                         | Klub                          |
| Brankáři             | Brankáři          | Brankáři                            | Brankáři                      |
| -------------------- | ----------------- | ----------------------------------- | ----------------------------- |
| Arnold Badjou        | 26. června 1909   | 17. září 1994 (ve věku 85 let)      | Racing White Daring Molenbeek |
| André Vandeweyer     | 21. června 1909   | 22. října 1992 (ve věku 83 let)     | Royale Union Saint-Gilloise   |
| Obránci              |                   |                                     |                               |
| Konstantní Joacim    | 3. března 1908    | 12. června 1979 (ve věku 71 let)    | Royal Berchem Sport           |
| Jules Pappaert       | 5. listopadu 1905 | 30. prosince 1945 (ve věku 40 let)  | Royale Union Saint-Gilloise   |
| Philibert Smellinckx | 17. ledna 1911    | 8. dubna 1977 (ve věku 66 let)      | Royale Union Saint-Gilloise   |
| Záložníci            |                   |                                     |                               |
| Désiré Bourgeois     | 13. prosince 1908 | 29. ledna 1996 (ve věku 87 let)     | Royal FC Malinois             |
| Jean Claessens       | 18. června 1908   | 19. prosince 1978 (ve věku 70 let)  | Royale Union Saint-Gilloise   |
| August Hellemans     | 14. září 1907     | 4. května 1992 (ve věku 84 let)     | Royal FC Malinois             |
| Frans Peeraer        | 15. února 1913    | 28. března 1988 (ve věku 75 let)    | Royal Antwerp FC              |
| Victor Putmans       | 29. května 1914   | 12. listopadu 1989 (ve věku 75 let) | Royal Union Hutoise           |
| Rene Simons          | 27. září 1906     | 5. srpna 1979 (ve věku 72 let)      | KSK Liersche                  |
| Joseph Van Ingelgem  | 23. ledna 1912    | 29. května 1989 (ve věku 77 let)    | Daring Club Bruxelles         |
| Félix Welkenhuysen   | 12. prosince 1908 | 20. dubna 1980 (ve věku 71 let)     | Royale Union Saint-Gilloise   |
| Útočníci             |                   |                                     |                               |
| Jean Brichaut        | 29. července 1911 | 4. srpna 1962 (ve věku 51 let)      | Standard Lutych               |
| Jean Capelle         | 26. října 1913    | 20. února 1977 (ve věku 63 let)     | Standard Lutych               |
| François Devries     | 21. srpna 1913    | 17. února 1972 (ve věku 58 let)     | Royal Antwerp FC              |
| Laurent Grimmonprez  | 14. prosince 1902 | 22. května 1984 (ve věku 81 let)    | Royal Racing Club de Gand     |
| Albert Heremans      | 13. dubna 1906    | 15. prosince 1997 (ve věku 91 let)  | Racing White Daring Molenbeek |
| Robert Lamoot        | 18. března 1911   | 15. června 1996 (ve věku 85 let)    | Racing White Daring Molenbeek |
| Francois Ledent      | 4. července 1908  | 29. října 1982 (ve věku 74 let)     | Standard Lutych               |
| Louis Versyp         | 5. prosince 1908  | 27. června 1988 (ve věku 79 let)    | Royal FC Brugeois             |
| Bernard Voorhoof     | 10. května 1910   | 18. února 1974 (ve věku 63 let)     | KSK Liersche                  |

## USA
Hlavní trenér: David Gould

| Datum narození   | Datum úmrtí       | Klub                               |                               |
| Brankáři         | Brankáři          | Brankáři                           | Brankáři                      |
| ---------------- | ----------------- | ---------------------------------- | ----------------------------- |
| Julius Hjulian   | 15. března 1903   | 1. února 1974 (ve věku 70 let)     | Chicago Wonderbolts           |
| Obránci          |                   |                                    |                               |
| Ed Czerkiewicz   | 5. března 1913    | 7. ledna 1990 (ve věku 76 let)     | Pawtucket Rangers             |
| Al Harker        | 11. dubna 1910    | 3. dubna 2006 (ve věku 95 let)     | Philadelphia German-Americans |
| Joe Martinelli   | 22. srpna 1916    | 20. července 1991 (ve věku 74 let) | Pawtucket Rangers             |
| George Moorhouse | 4. května 1901    | 12. října 1943 (ve věku 42 let)    | New York Americans            |
| Herman Rapp      | 1. ledna 1907     | 6. března 1990 (ve věku 83 let)    | Philadelphia German-Americans |
| Záložníci        |                   |                                    |                               |
| Tom Amrhein      | 14. března 1911   | 12. dubna 1986 (ve věku 75 let)    | Baltimore Canton              |
| Bill Fiedler     | 10. ledna 1910    | 30. září 1985 (ve věku 75 let)     | Philadelphia German-Americans |
| Tom Florie       | 6. září 1897      | 26. dubna 1966 (ve věku 68 let)    | Pawtucket Rangers             |
| Jimmy Gallagher  | 7. června 1901    | 7. října 1971 (ve věku 70 let)     | Cleveland Slavia              |
| Billy Gonsalves  | 10. srpna 1908    | 17. července 1977 (ve věku 68 let) | St. Louis Stix, Baer & Fuller |
| William Lehman   | 20. prosince 1901 | 7. ledna 1979 (ve věku 77 let)     | St. Louis Stix, Baer & Fuller |
| Tom Lynch        | 15. července 1909 | 11. srpna 1983 (ve věku 74 let)    | Brooklyn Celtic               |
| Peter Pietras    | 21. dubna 1908    | 28. dubna 1993 (ve věku 84 let)    | Philadelphia German-Americans |
| Útočníci         |                   |                                    |                               |
| Walter Dick      | 20. září 1905     | 24. července 1989 (ve věku 83 let) | Pawtucket Rangers             |
| Aldo Donelli     | 22. července 1907 | 9. srpna 1994 (ve věku 87 let)     | Pittsburgh Curry Silver Tops  |
| Willie McLean    | 27. ledna 1904    | 6. listopadu 1977 (ve věku 73 let) | St. Louis Stix, Baer & Fuller |
| Werner Nilsen    | 24. února 1904    | 10. května 1992 (ve věku 88 let)   | St. Louis Stix, Baer & Fuller |
| Francis Ryan     | 10. ledna 1908    | 14. října 1977 (ve věku 69 let)    | Philadelphia German-Americans |